# Synchytrium endobioticum
Synchytrium endobioticum é um fungo pertencente à família Synchytriaceae. Se trata de um agente patogênico de plantas que ataca a órgãos subterrâneos, tubérculos, das batatas. Essa enfermidade se chama verrugose preta da batata.
S. endobioticum procede da região da Cordilheira dos Andes, localizada na América do Sul. Atualmente, entretanto, é encontrado por todos os continentes, exceto na Antártica.